# Syndrome de Costello
Décrit pour la première fois en 1971, le syndrome de Costello, ou syndrome facio-cutanéo-squelettique, est une maladie rare qui se révèle dans les premiers mois de la vie et se caractérise par un retard de croissance postnatal, des traits épais, un déficit intellectuel et des anomalies cutanées et cardiaques. Elle fait partie des RASopathies.

## Tableau clinique
- la moitié des mères ayant donné naissance à un enfant atteint déclare une diminution des mouvements actifs du fœtus par rapport à leur grossesse précédente. La biométrie du nouveau-né se situe entre le dixième et le vingt-cinquième percentile ;
- les troubles importants de l'alimentation et le retard staturo-pondéral dans les premiers mois de vie entraînent une petite taille malgré un gain de poids normal ultérieur ;
- les anomalies cardiaques sont fréquentes, avec une cardiomyopathie hypertrophique[2], des malformations cardiaques congénitales et principalement une sténose de la valve pulmonaire et des troubles du rythme cardiaque. Les autres atteintes viscérales sont rares ;
- une déficience mentale légère à modérée est courante et la plupart des patients développent une personnalité sociable et aimable ;
- une hyperlaxité des doigts et des anomalies de position des pieds sont fréquents. Des tendons d'Achille fins ;
- une hypotonie musculaire ;
- les manifestations dermatologiques incluent un excès de peau au niveau du cou, des paumes, des plantes des pieds et des doigts (avec une hyperkératose palmo-plantaire et un épaississement de la peau flasque des bras et des jambes), des cheveux fins et rares, une peau douce, fine et foncée avec des plis marqués de la main et des pieds, une papillomatose de la face et du périnée et un acanthosis nigricans.

Ces enfants sont prédisposés au développement de tumeurs. Ils ont un risque de 15 % de cancer principalement de rhabdomyosarcome, de neuroblastome et de cancer de la vessie.

## Causes
Dans 90 % des cas, on retrouve des mutations de novo dans l'oncogène de la famille Ras, HRAS par séquençage, localisé en 11p15.5. Il s'agit d'une mutation avec gain de fonction, entraînant une activation du MEK.
Les individus suspects de syndrome de Costello mais sans mutation du gène HRAS ont probablement un syndrome cardio-facio-cutané.

## Diagnostic
Il repose sur la clinique et l'évolution de la maladie essentiellement. 
La papillomatose est la manifestation la plus caractéristique mais elle peut apparaître tardivement. L'évolution particulière avec la dysmorphie faciale spécifique et l'anomalie ectodermale avec une peau flasque et hyperpigmentée sont assez caractéristiques pour permettre un diagnostic précoce. 

## Diagnostic différentiel
- Le syndrome de Noonan
- Le syndrome cardio-facio-cutané
- Le syndrome de Williams
- Le syndrome de Simpson-Golabi-Behmel
- Le syndrome de Beckwith-Wiedemann

## Traitement
Il n'existe pas de traitement spécifique du syndrome de Costello. Un bilan cardiologique à la recherche de malformations cardiaques doit être réalisé. 
La kinésithérapie et l'ergothérapie sont recommandées.
Le pronostic dépend de la sévérité de la cardiomyopathie et de la survenue de tumeurs malignes.
L'utilisation de trametinib, un inhibiteur de MEK, semble être une piste prometteuse.

### Sources
- (en) Karen W Gripp, Angela E Lin, Costello Syndrome in GeneTests: Medical Genetics Information Resource (database online). Copyright, University of Washington, Seattle. 1993-2006